# 애글릿

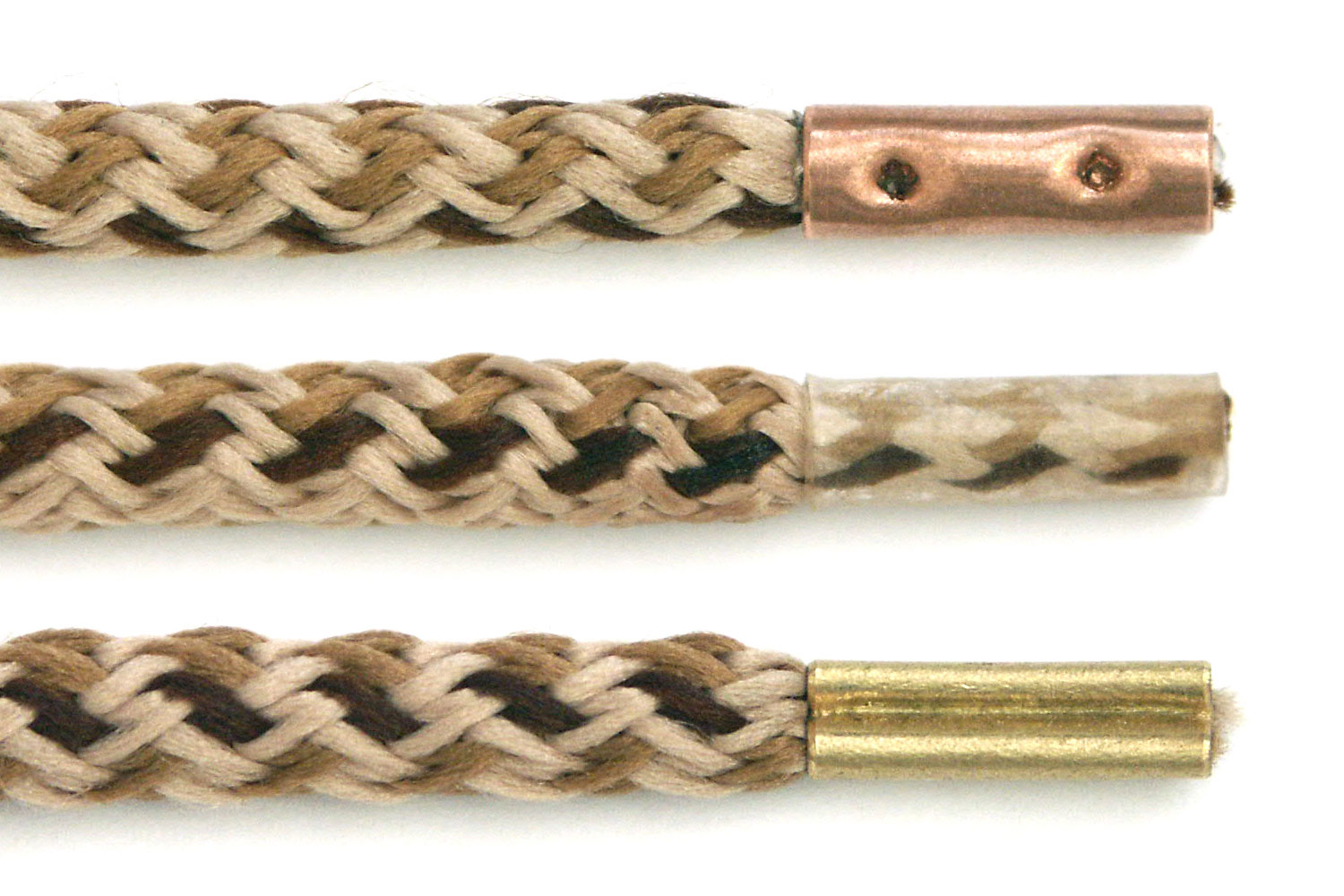
구리, 금, 플라스틱으로 된 애글릿

애글릿(aglet)은 신발 끈을 구멍에 쉽게 넣기위해 신발끈 끝에 달려있는 도우미다.
종종 플라스틱이나 금속으로 만들어진 작은 외피로, 신발 끈, 코드 또는 졸라매는 끈의 양쪽 끝에 부착된다. 애글리트는 레이스나 코드의 섬유가 풀리지 않도록 한다. 단단함과 좁은 특징이 있으며 작은 구멍, 러그 또는 기타 레이싱 가이드를 통해 더 쉽게 잡고 공급할 수 있도록 한다.

## 같이 보기
- 견식